# おなら犬ウォルター
おなら犬ウォルター（おならいぬウォルター、英語: Walter the Farting Dog）はウィリアム・コツウィンクルとグレン・マリーの作、オードリー・コールマンの挿絵による児童書のシリーズ、または同書の主人公の名である。第一作は2001年に出版された。2011年時点で第5巻まで出版されており、また第一作のハードカバーの販売部数は140万部に達している。

## 歴史
1990年、コツウィンクルとマリーはウォルターという実在の犬に着想を得て、シリーズ第一作の構想を抱いた。ウォルターは飼い主にドーナツやビールを与えられ、ひどい臭いの屁を連発する犬であった。コツウィンクルとマリーはコツウィンクルの妻エリザベス・グンディの助けも得ながら、犬が臭い屁で二人の泥棒をやり込める話を作り上げた。しかし、この本の出版に応じる出版社はなかなか見つからず、11年後になってようやくノース・アトランティック・ブックスから出版されることになった。第一作は成功を収め、ニューヨーク・タイムズのベストセラーリストの児童書部門で1位となった。二作目以降はペンギン・ブックスからの出版となり、また三作目からはグンディも共著者として名前が載せられるようになった。
2008年にはロックバンド「ジョナス・ブラザーズ」の出演で映画化される計画が報じられたが、2011年夏の時点ではジョナス・ブラザーズは既に計画にはかかわっておらず、ティム・ヒルの監督、メアリー・ペアレントとファレリー兄弟のプロデュースで制作されるとされている。

## 反響
『おなら犬ウォルター』は『パンツマン』シリーズや『Zombie Bums from Uranus』といった作品と同様に、下品な主題で児童の興味を引こうとするものだとして批判された。図書館の蔵書からこの本を外そうとする動きも見られ、図書館司書や書店の中にはこの本を扱わないとするものもいた。一部の司書は逆に、この本は普通なら関心を示さないような少年層の関心をうまく引き付けていると述べた。また、大人の購入者も少なくなく、アメリカ合衆国大統領首席補佐官のジョシュア・ボルテンは会話のきっかけ作りのためにこの本を仕事場に置いていたとされる。
ジョン・サザーランドは政治・文化誌「New Statesman」において『おなら犬ウォルター』を1956年に出版された児童書の古典『どろんこハリー』と比較し、性に過敏だったホールデン・コールフィールドの系譜にあるのが（『ポートノイの不満』の主人公の）ポートノイだとすれば、ウォルターはより汚くなったハリーといったところだ、と述べ、さらにこの本の「わかってもらってないとか、みとめてもらってないとおもっている、すべてのみなさんへ」という題辞に触れて、この本は結局のところ自尊心を後押ししようとするものだ、と結論付けた。

## シリーズ
特に記述がない限りウィリアム・コツウィンクルとグレン・マリー作、オードリー・コールマン絵。
- Walter the Farting Dog (2001) ISBN 1-58394-053-7 [16]
- Walter the Farting Dog: Trouble at the Yard Sale (2004) ISBN 0-525-47217-7（イギリスではWalter the Farting Dog Farts Again、オーストラリアではWalter the Farting Dog: Trouble at the Garage Saleの題で出版されている）
- Rough Weather Ahead for Walter the Farting Dog (2005) ISBN 0-525-47218-5（エリザベス・グンディとの共著、イギリスでは'Walter the Farting Dog and the Windy Day'の題で出版されている）
- Walter the Farting Dog Goes On A Cruise (2006) ISBN 0-525-47714-4（エリザベス・グンディとの共著）
- Walter the Farting Dog: Banned From the Beach (June 21, 2007) ISBN 0-525-47812-4（エリザベス・グンディとの共著）

注: エリザベス・グンディは最初の2冊でも"silent but deadly partner"として参加。なお"silent but deadly"とは「すかしっ屁」を意味する。

## 翻訳版
第一作はフランス語、スペイン語、オランダ語、アイスランド語、ノルウェー語、韓国語、日本語、ラテン語など多数の言語に翻訳されている。
- ラテン語: Walter, Canis Inflatus (2004) ISBN 1-58394-110-X
- スペイン語: Walter, El Perro Pedorrero ISBN 84-96517-10-1
- フランス語: Walter le chien qui pète ISBN 1-58394-104-5
- オランダ語: Walter: een scheet van een hond ISBN 90-5000-631-0
- ノルウェー語（ブークモール）: Prompehunden Walter ISBN 82-92382-04-6
- アイスランド語: Valtýr prumpuhundur ISBN 9979-781-56-4
- 日本語: おなら犬ウォルター ISBN 4-7631-9690-1

第二作
- 日本語: おなら犬ウォルター　のみの市で大さわぎ！ ISBN 978-4-7631-9845-7